# Hussain Nizam Shah Ier
Hussain Nizam Shah Ier (en persan : حسین نظام شاه یکم), mort le 6 juin 1565, est un sultan d'Ahmadnagar. Il règne de 1553 à sa mort.
Figure de proue de la coalition des sultanats du Deccan pendant la bataille de Talikota, il est responsable de la capture et de la décapitation de Rama Raya (en) de Vijayanagara après la bataille,,.